# 존 비티
로버트 조너선 "존" 비티 주니어(영어: Robert Jonathan "Jon" Vitti, Jr., 1956년 3월 20일 ~ )는 미국의 영화 각본가로, 주로 애니메이션 작품의 시나리오를 담당했다. TV 시리즈 《심슨 가족》, 《킹 오브 더 힐》의 일부 에피소드, 영화 《심슨 가족: 더 무비》(2007), 《앨빈과 슈퍼밴드》(2007), 《앵그리버드 더 무비》(2016)가 그가 참여한 작품이다.